# 617-й отдельный армейский разведывательный артиллерийский дивизион
617-й отдельный армейский разведывательный артиллерийский дивизион Резерва Главного Командования — воинское формирование Вооружённых Сил СССР, принимавшее участие в Великой Отечественной войне.
Сокращённое наименование — 617-й оарадн РГК.

## История
Сформирован в составе 22-й армии Калининского фронта в апреле-мае 1942 г. как орадн 22 армии 2 сентября 1942 года переименован в 617 оарадн. В действующей армии с 15.05.1942 по 10.06.1944.
В ходе Великой Отечественной войны вёл артиллерийскую разведку в интересах артиллерии соединений 22-й армии Калининского , Северо-Западного и 2-го Прибалтийского фронтов.
10 июня 1944 года в соответствии с приказом НКО СССР от 16 мая 1944 года № 0019 617-й оарадн обращён на формирование 36-й гв. пабр 22-й армии 2-го Прибалтийского фронта.

## Состав
до октября 1943 года
- Штаб
- Хозяйственная часть
- батарея оптической разведки (БОР)
- батарея звуковой разведки (БЗР)
- батарея топогеодезической разведки (БТР)
- артиллерийский метеорологический взвод (АМВ)
- фотограмметрический взвод (ФГВ)
- хозяйственный взвод

с октября 1943 года
- Штаб
- Хозяйственная часть
- 1-я батарея звуковой разведки (1-я БЗР)
- 2-я батарея звуковой разведки (2-я БЗР)
- батарея топогеодезической разведки (БТР)
- взвод оптической разведки (ВЗОР)
- фотограмметрический взвод (ФГВ)
- хозяйственный взвод

## Подчинение
| Дата                 | Фронт                   | Армия      | Корпус | Дивизия | Бригада | Примечания |
| -------------------- | ----------------------- | ---------- | ------ | ------- | ------- | ---------- |
| 15.05.42 −21.04.43г. | Калининский фронт       | 22-й армия | -      | -       | -       | -          |
| 21.04.43 −13.10.43г  | Северо-Западный фронт   | 22-й армия | -      | -       | -       | -          |
| 13.10.43-20.10.43г.  | Прибалтийский фронт     | 22-й армия | -      | -       | -       | -          |
| 20.10.43-10.06.44г.  | 2-й Прибалтийский фронт | 22-й армия | -      | -       | -       | -          |

## Командование дивизиона
Командир дивизиона
- майор Воронов Тимофей Георгиевич

Начальник штаба дивизиона
- капитан Зейдельман Алексей Алексеевич

Заместитель командира дивизиона по политической части
- майор Жердев Сергей Михайлович

Помощник начальника штаба дивизиона
- лейтенант Поляков Фёдор Фёдорович

Помощник командира дивизиона по снабжению

## Командиры подразделений дивизиона
Командир 1-й БЗР
Командир 2-й БЗР
Командир БТР
- ст. лейтенант Горбатенко Михаил Мартынович
- лейтенант Степучёв Виктор Иванович

Командир ВЗОР
- лейтенант Соседов Виктор Константинович

Командир ФГВ
- лейтенант Титов Владимир Фёдорович